# Osias Hofstatter
Osias Hofstatter (hebr. ‏אוזיאש הופשטטר‎) (ur. 28 grudnia 1905 w Bochni, zm. 12 czerwca 1994 w Ramat Gan w
Izraelu) – izraelski malarz pochodzący z Polski.
Twórczość Osiasa Hofstattera jest bliska ekspresjonizmowi, często jest klasyfikowana jako upamiętnienie Holokaustu. Większość jego obrazów składa się z warstw farby, które zostały zdrapane, spod nich wyłaniają się zniekształcone i umęczone postacie w czarno-rdzawych odcieniach brązu.

## Życiorys
Urodził się jako Ozjasz Hofsztatter w Bochni, która w tym czasie znajdowała się pod rządami Austro-Węgier, jego rodzicami byli drobny kupiec Ben Syjon i gospodyni domowa Lapardel z domu Biglajzen, miał brata i siostrę. W 1914 roku, wraz z wybuchem I wojny światowej, tereny, na których mieszkała rodzina, zostały zajęte przez Rosję, rodzina Hofsztatterów uciekła do Wiednia w Austrii, a następnie do Scheveningen w Holandii. Rodzina kontynuowała migrację, a Osias (Ozjasz) studiował w Królewskim Gimnazjum we Frankfurcie w latach 1919–1920. Następnie w latach 1921–1938 rodzina ponownie zamieszkała w Wiedniu, a Ozjasz pracował jako handlowiec. W 1938, po Anschlussie, rodzina Hofstatterów została aresztowana. Dzieciom udało się uciec, ale rodzice zostali deportowani do Łodzi w Polsce. Po zajęciu Polski przez nazistów jego rodzice zostali wysłani z Polski do obozów  Dachau (KL) i Buchenwald (KL), a później urwał się z nimi kontakt. W listopadzie 1938 Ozjasz Hofstatter poślubił w Brukseli Annę Schebestową, z braku środków finansowych para przeniosła się do belgijskiego obozu przejściowego Marneffe na południe od Brukseli. Obóz został założony przez miejscowy komitet żydowski pomocy uchodźcom.
Po zajęciu Belgii przez nazistów w maju 1940 para została rozdzielona, Hofstatter został internowany w obozie Saint-Cyprien, a następnie w obozie w Gurs we Francji, a jego żonę przeniesiono do innego obozu koncentracyjnego, gdzie pracowała jako krawcowa szyjąc garnitury dla niemieckich oficerów. Brat i siostra Ozjasza znaleźli schronienie w Szwajcarii, w obozie Gurs otrzymywał od siostry farby i pieniądze na papier. Rysował scenki z życia codziennego i portretował współwięźniów. Później jego bratu i siostrze udało się go uwolnić i ukrył się w pobliżu szwajcarskiej granicy. W sierpniu 1942 próbował przekroczyć granicę, został wówczas złapany przez szwajcarską straż graniczną i przeszedł przez obozy pracy Eigel, Wald i Birmensdorf w Szwajcarii. W 1943 dzięki portretom i rysunkom, które Ozjasz wysłał do „Komitetu Służby Jednolitej” w Genewie został zwolniony i zezwolono mu na naukę w szkole artystycznej w Zurychu.
Po wojnie, w 1946 Hofstatter otrzymał wizę do Wiednia, wrócił do żony Anny i studiował w Akademii Sztuk Stosowanych. W 1948 para przeniosła się do Otwocka w Polsce, gdzie pracował jako grafik, współpracował m.in. z czasopismem Nowa Wieś i gdzie poznał Karola Zbrzeźnego i Irenę Rybczyńską-Holland oraz uczył sztuk plastycznych. W 1949 miał swoją pierwszą indywidualną wystawę w Bazylei. Po dekadzie, w której para cierpiała z powodu trudności obiektywnych i antysemityzmu postanowił wyemigrować do Izraela. W 1957 roku małżeństwo Hofstatterów osiedliło się w Holonie, a Ozjasz pracował jako stróż nocny. W 1971 jego prace zostały wybrane do reprezentowania Izraela na 11. Biennale w Brazylii. W 1970 przeszedł na emeryturę i przeniósł się do małego domu w Neve Itamar na obrzeżach Netanyi, gdzie poświęcił się malarstwu. Po pięciu latach para spotkała małżeństwo Wodzisławskich, także ocalałych z Holokaustu i miłośników sztuki, którzy zaproponowali Hofstatterowi zamieszkanie w ich mieszkaniu w Ramat Gan i płacenie obrazami zamiast czynszu. Mieszkali tam do śmierci Anny, następnie Ozjasz przeniósł się do domu opieki w Ramat Gan, gdzie otrzymał specjalny pokój, aby mógł kontynuować tworzenie. Zmarł w Ramat Gan i został pochowany na cmentarzu w Herclijji obok swojej żony. Hofstatterowie byli bezdzietni, a cały ich majątek został przeniesiony do Muzeum Sztuki Współczesnej Herclijja.

## Twórczość
Ozjasz Hofstatter był artystą zajmującym się filozofią i badającym istotę człowieka. Próbował wyrazić swoje wątpliwości i pytania na papierze, dlatego we wszystkich jego pracach postacie ludzkie pojawiają się same lub w kompozycjach. Z powodu mroku i zniekształconej treści jego obrazów został skatalogowany jako „artysta Holokaustu”. W ciągu całego życia Hofstatter stworzył ponad 5000 obrazów i rysunków, większość z nich czarnym tuszem, w tym ilustracje do antologii jidysz „Mein Sheel”, która została zniszczona natychmiast po wydrukowaniu, ponieważ zawierała krytykę Rosji. Kiedy wyemigrował do Izraela, miał problemy z tworzeniem z powodu trudności ekonomicznych. Począwszy od lat 50. XX wieku opracował unikalną technikę grawerowania i wycinania wewnątrz papieru. Z czarnego tła wyłaniają się umęczone i zniekształcone postacie, których kończyny łączą się w kombinacje tworzące ruch. Większość swoich prac stworzył od czasu przejścia na emeryturę w 1970, wtedy też jako artysta zaczął zdobywać uznanie w Izraelu, a jego prace były prezentowane na wystawach i galeriach. Jego obrazy znajdują się m.in. w Domu Pamięci Holokaustu i Odwagi w Ariel.